# 约翰·大卫·皮耶
约翰·大卫·皮耶（英語：John David Pye，1932年—）是一位英国动物学家，伦敦玛丽王后大学荣誉退休教授，1985年主持了英国皇家科学院圣诞讲座，主题《交流》（Communicating）。